# Samsung SM3
Samsung SM3 – samochód osobowy klasy kompaktowej produkowany pod południowokoreańską marką Samsung w latach 2002 – 2019.

## Pierwsza generacja

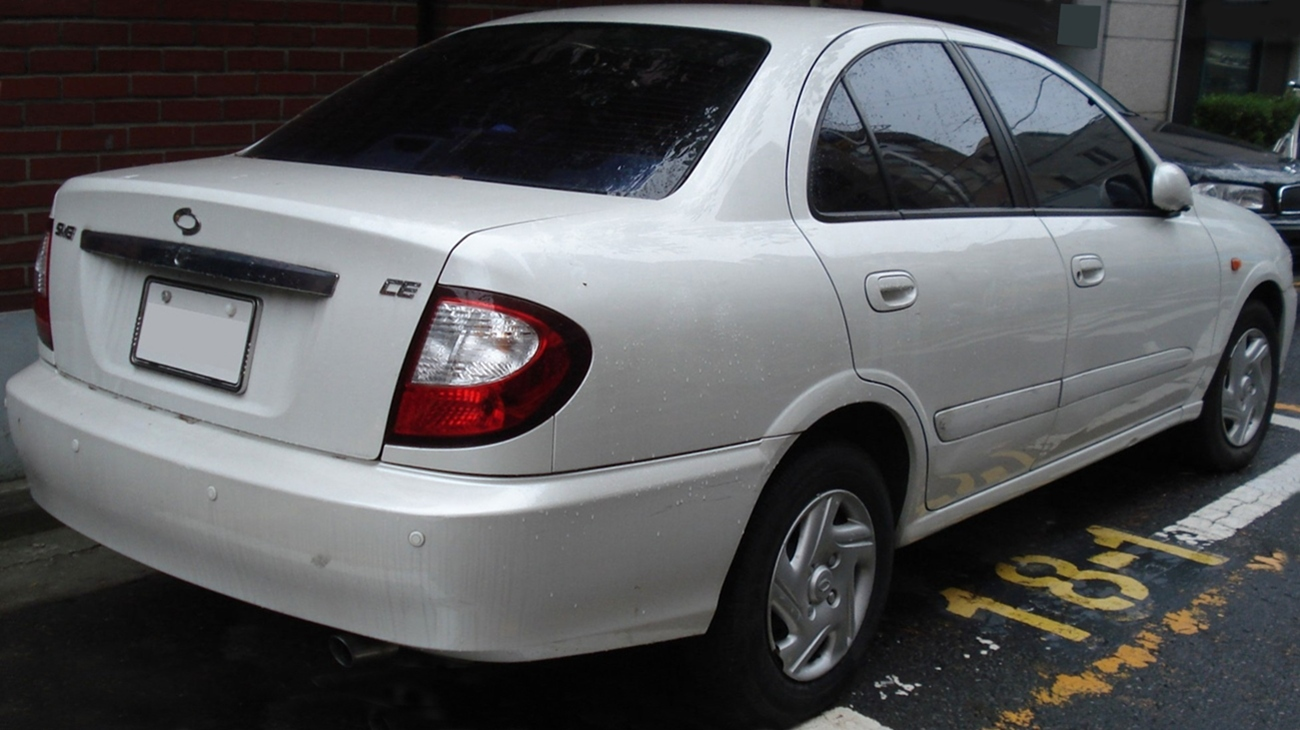
Samsung SM3 I - tył

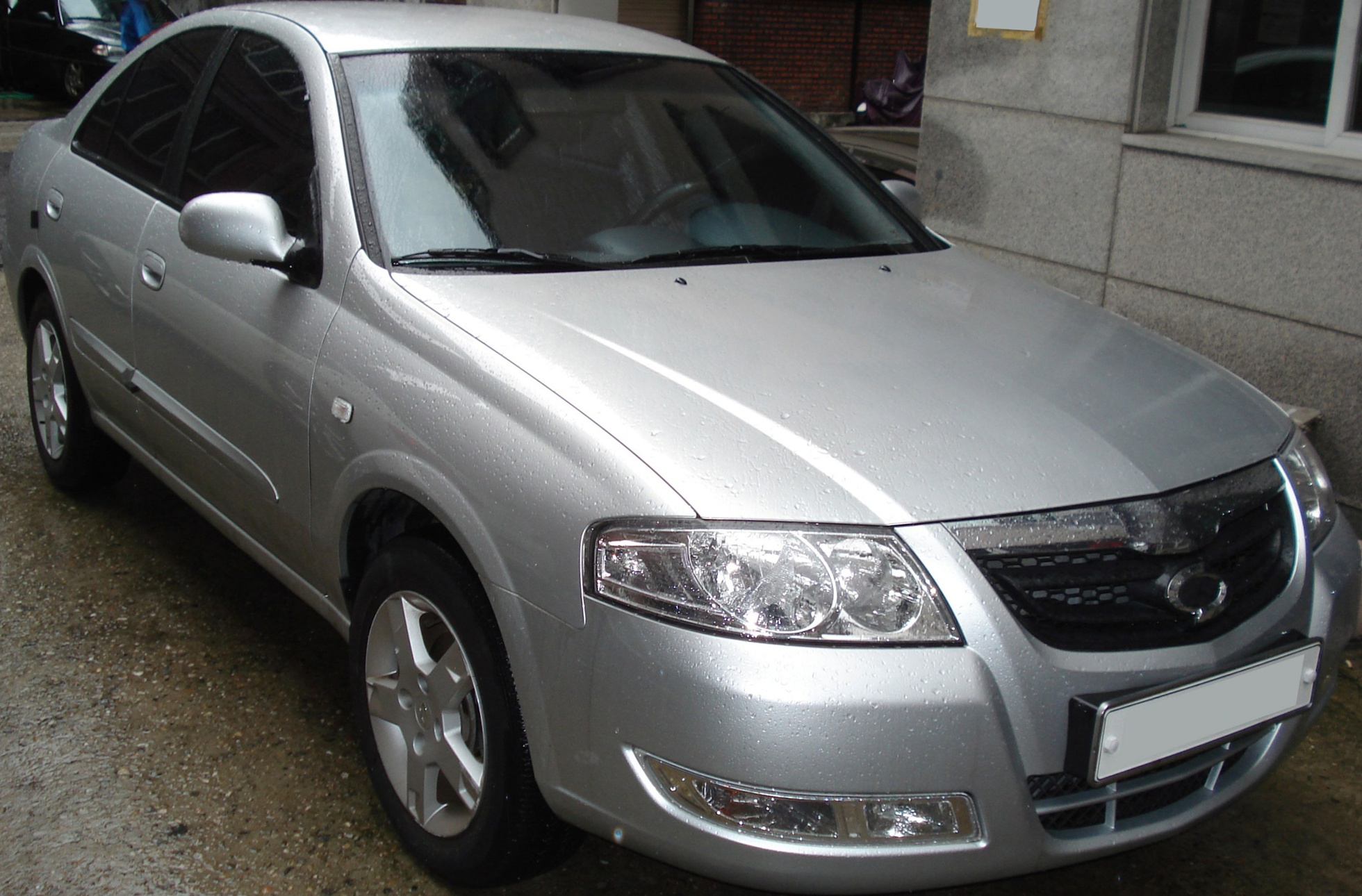
Samsung SM3 I po liftingu

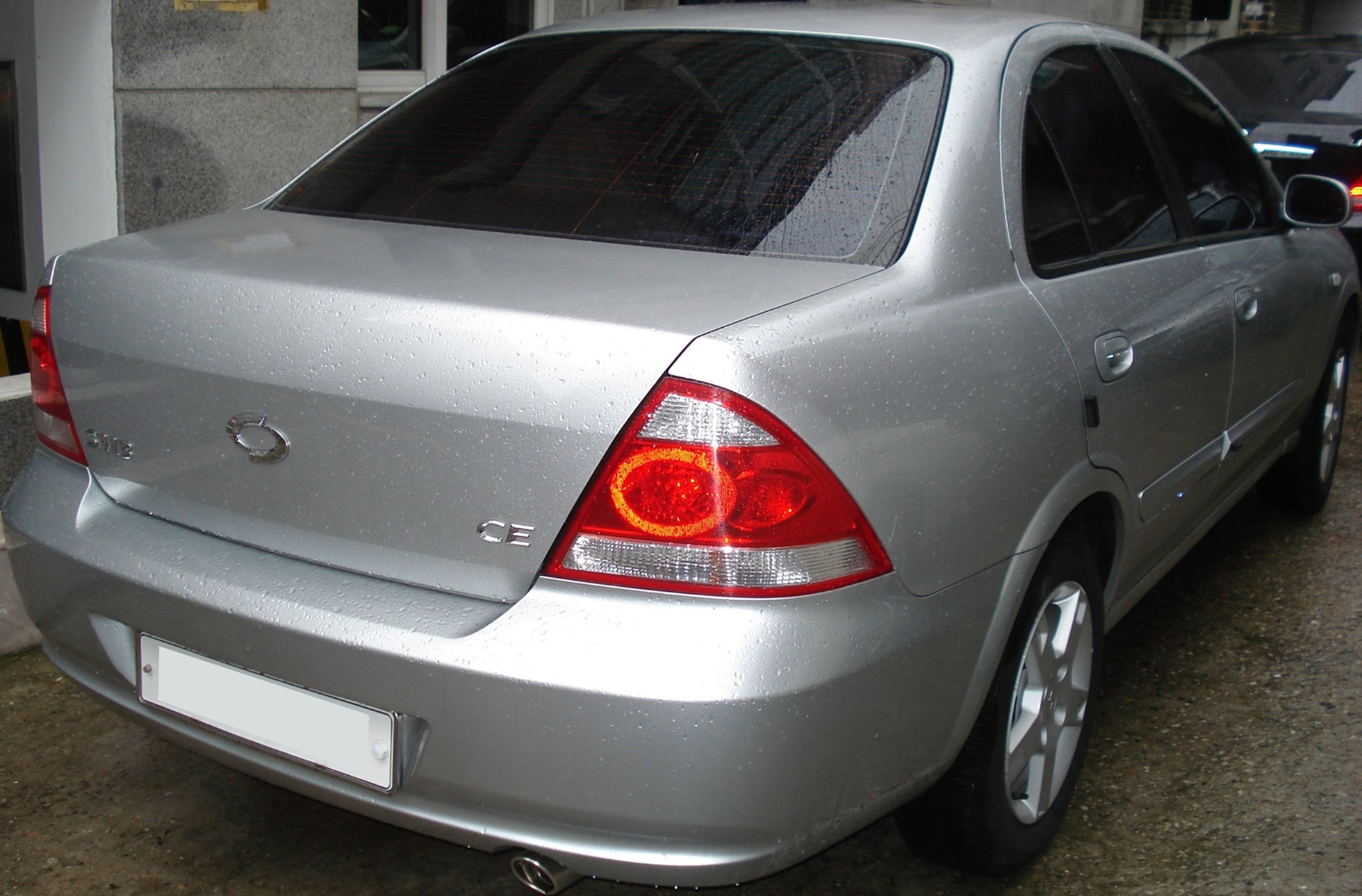
Samsung SM3 I - tył po liftingu

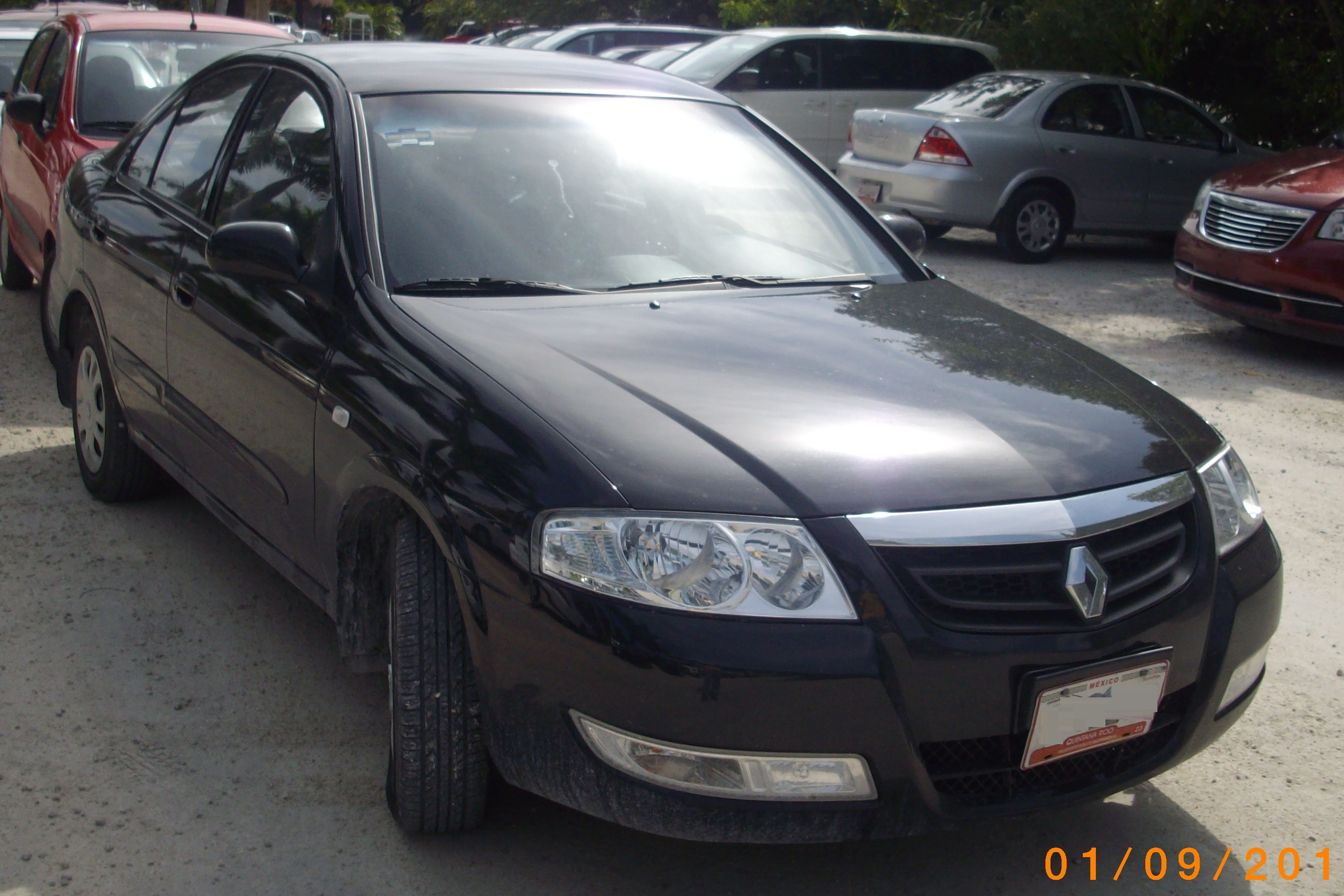
meksykańskie Renault Scala

Samsung SM3 I został zaprezentowany po raz pierwszy w 2002 roku.
Kompaktowy model SM3 pojawił się w ofercie Samsunga jako drugi w kolejności pojazd po większym SM5. Podobnie jak on, powstał w ramach partnerstwa z japońskim Nissanem, będąc bliźniaczą odmianą modelu Bluebird Sylphy, a także europejskiej Almery, zyskując minimalne różnice w kształcie atrapie chłodnicy i wyglądzie tylnej klapy bagażnika. Samochód oferowano wyłącznie jako 4-drzwiowego sedana.

### Lifting
W sierpniu 2005 roku Samsung przedstawił model SM3 po gruntownej restylizacji, która przyniosła bardziej unikalną stylizację w porównaniu do odpowiedników Nissana oferowanych globalnie. 
Pojawił się pas przedni z większymi, ściętymi u górnych krawędzi reflektorami, a także większy grill z chromowaną ozdobą. Zmodyfikowano też konsolę centralną, a także kształt tylnych lamp i umiejscowienie tablicy rejestracyjnej, która znalazła się teraz na zderzaku.

### Sprzedaż
Początkowo Samsung SM5 oferowany był wyłącznie na rodzimym rynku południowokoreańskim, a także na eksport do Chile. Po modernizacji z 2005 roku podjęto decyzję o poszerzeniu liczby rynków eksportowych.
Na rynku rosyjskim oraz ukraińskim samochód oferowano pod marką Nissan jako Nissan Almera Classic, na latynoamerykańskich z wyjątkiem Chile sprzedawano pod nazwą Nissan Almera, a na Bliskim Wschodzie w latach 2007-2009 jako Nissan Sunny. W 2010 roku z kolei w Meksyku, Egipcie i Kolumbii rozpoczął się eksport Samsunga SM3 I pod marką Renault jako Renault Scala.
W czasie, gdy sprzedaż SM3 pierwszej generacji zakończyła się w rodzimej Korei Południowej w 2011 roku, to eksport na rynki zewnętrzne trwał 2 lata dłużej – do 2013 roku.

### Silniki
- L4 1.5l QG15
- L4 1.6l QG16

## Druga generacja

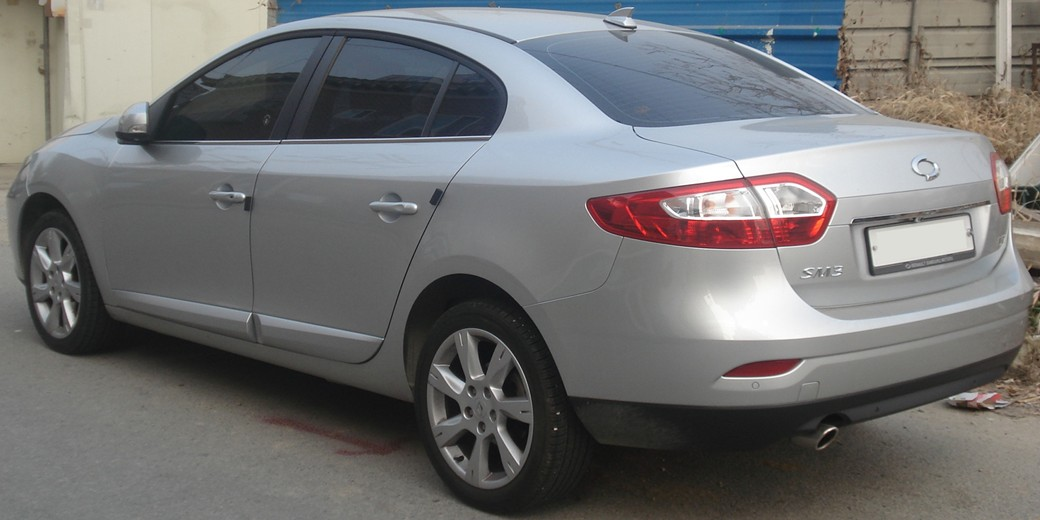
Samsung SM3 II - tył

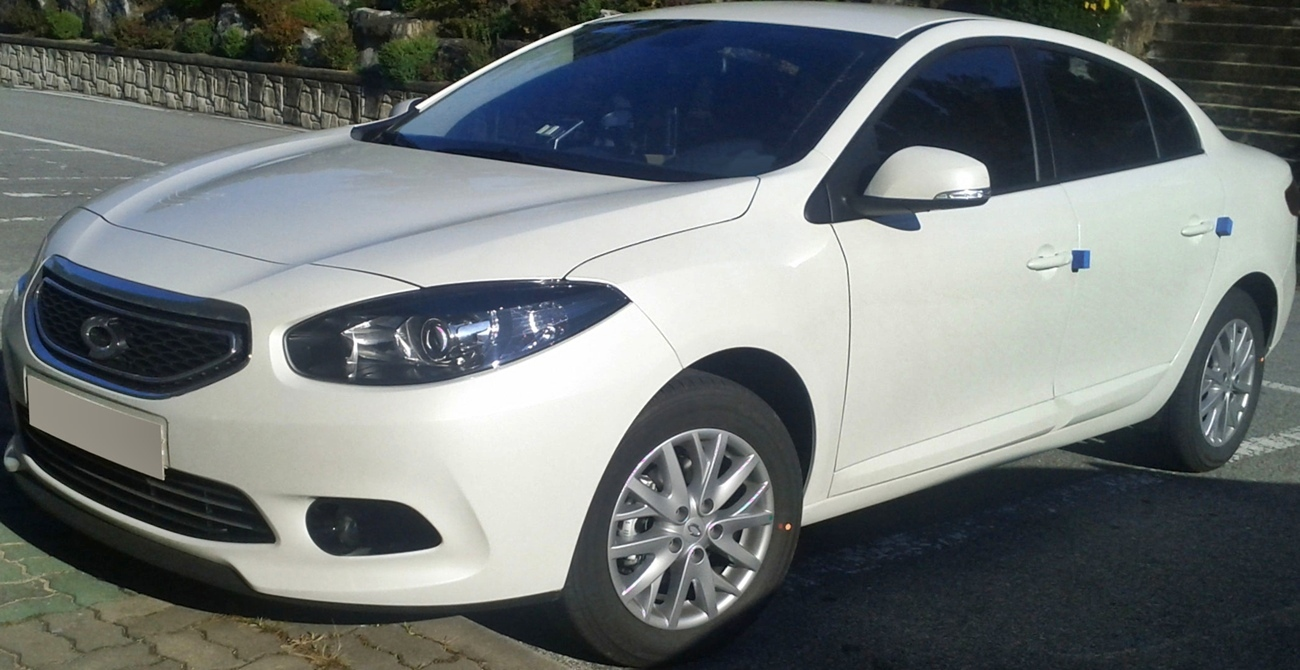
Samsung SM3 II po liftingu

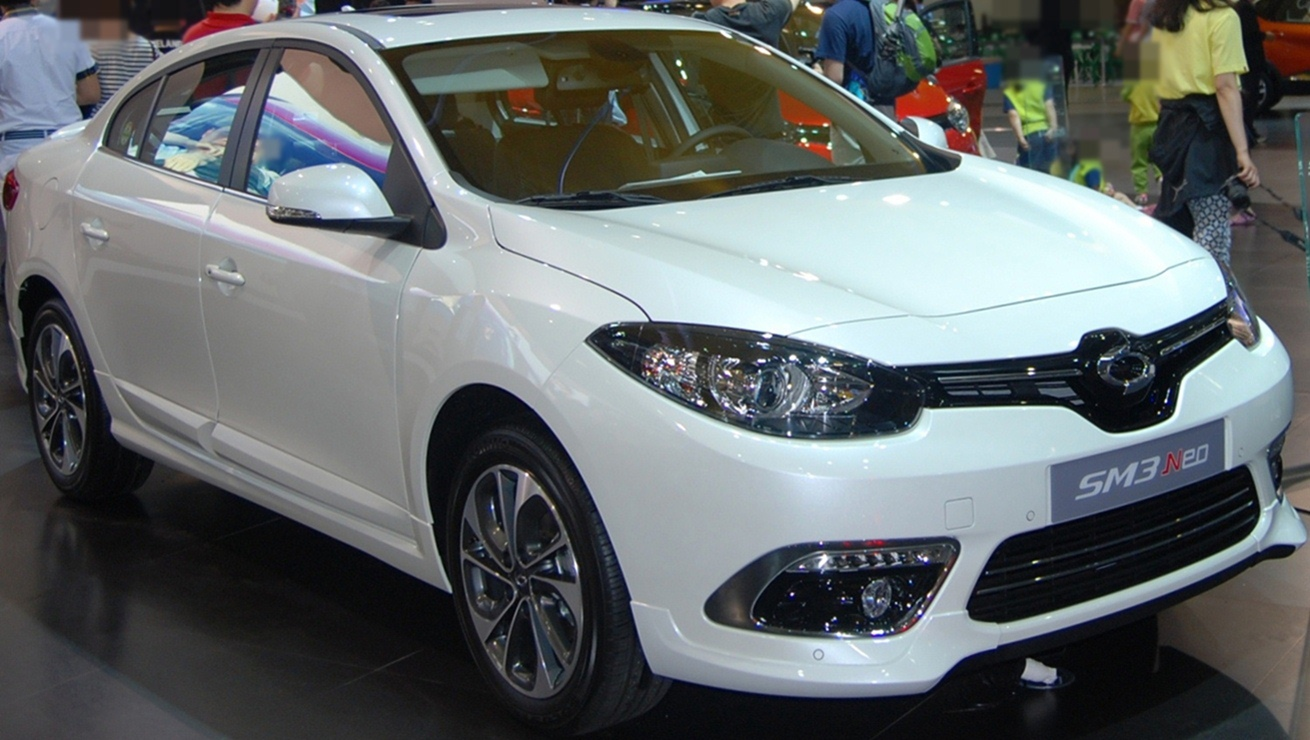
Samsung SM3 II po drugim liftingu

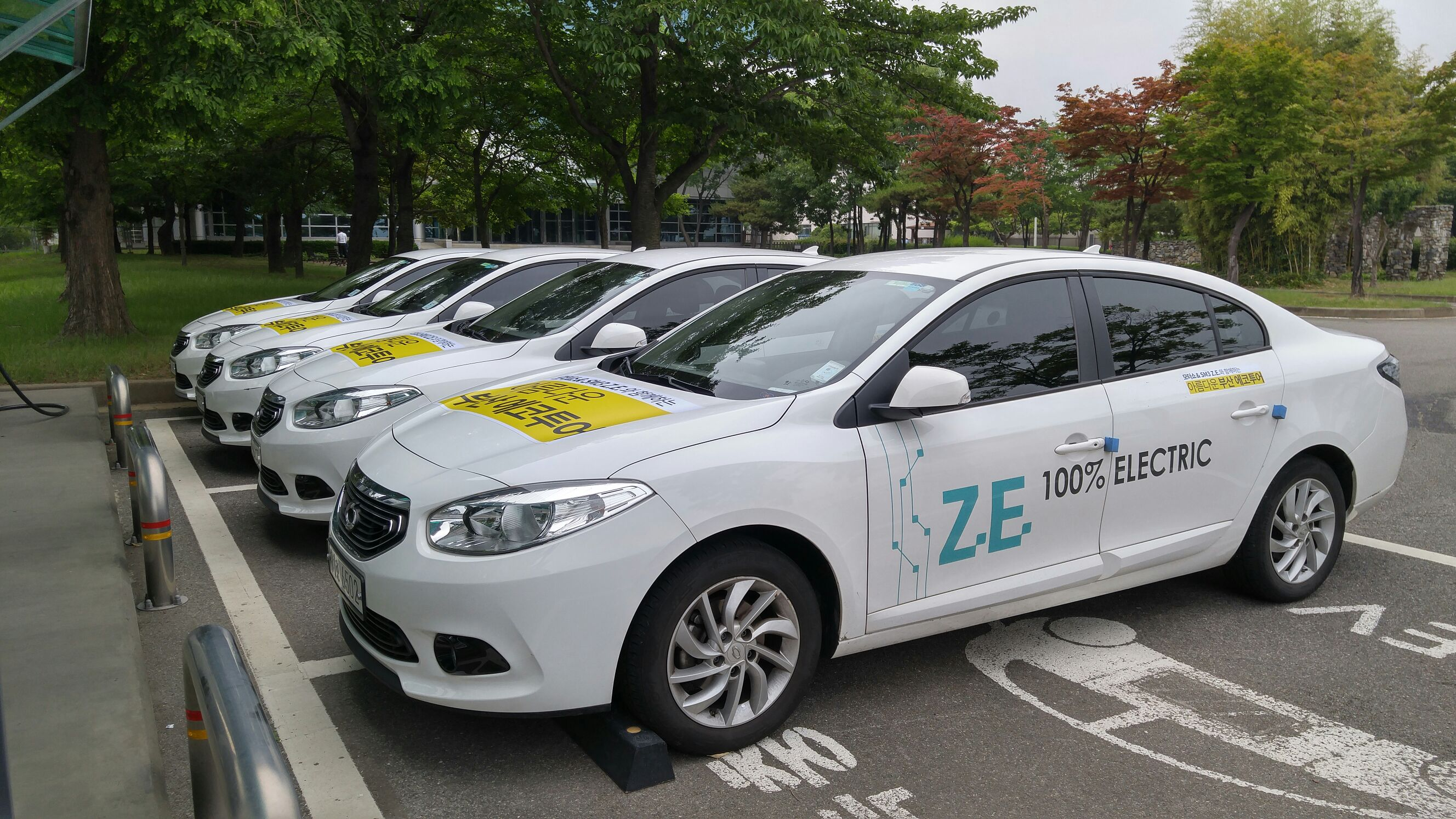
Samsung SM3 Z.E.

Samsung SM3 II został zaprezentowany po raz pierwszy w 2009 roku.
Druga generacja SM3, w ramach nowej polityki Renault wobec podległej mu marki Samsung, nie była już pochodną konstrukcji Nissana, lecz francuskiego partnera. W ten sposób samochód oparto na technologii modelu Renault Megane, zyskując przestronniejszą kabinę pasażerską i obszerniejsze, bardziej obłe nadwozie.

### Restylizacje
Podczas trwającej 10 lat produkcji, Samsung SM3 drugiej generacji przeszedł dwie obszerne restylizacje nadwozia. W ramach pierwszej z 2012 roku zmienił się kształt i osadzenie atrapy chłodnicy a także wygląd zderzaków. Drugi lifting z czerwca 2014 roku przyniósł inne wloty powietrza w zderzaku, nowy wzór lamp tylnych i nową, horyzontalną atrapę chłodnicy w stylu Renault, a także dodatkowy przydomek handlowy - SM3 Neo.

### SM3 Z.E.
W 2011 roku gama Samsunga SM3 została wzbogacona o wariant o napędzie elektrycznym SM3 Z.E., identyczny wobec europejskiego Fluence Z.E. W 2017 roku przedstawiono zmodernizowany wariant z m.in. większym o 57% zasięgiem.

### Sprzedaż
Pół roku po premierze SM3 drugiej generacji zaprezentowano europejską odmianę pod marką Renault, której produkcja ruszyła w listopadzie 2009 roku w Turcji jako Renault Fluence i trwała do 2016 roku.

### Silniki
- L4 1.6l H4M
- L4 2.0l M4R